# GQ Большого Пса
GQ Большого Пса (лат. GQ Canis Majoris) — одиночная переменная звезда в созвездии Большого Пса на расстоянии (вычисленном из значения параллакса) приблизительно 5174 световых лет (около 1586 парсеков) от Солнца. Видимая звёздная величина звезды — от +11,7m до +10,9m.

## Характеристики
GQ Большого Пса — красная пульсирующая полуправильная переменная звезда типа SRB (SRB) спектрального класса M6,5 или M7.